# Artix (Pyrénées-Atlantiques)
Artix ist eine französische Gemeinde mit 3446 Einwohnern (Stand: 1. Januar 2022) im Département Pyrénées-Atlantiques in der Region Nouvelle-Aquitaine. Sie gehört zum Arrondissement Pau und zum Kanton Artix et Pays de Soubestre (bis 2015: Kanton Arthez-de-Béarn). Die Einwohner werden Artisien(ne)s genannt.

## Geografie
Artix liegt im Südwesten Frankreichs im nördlichen Pyrenäen-Vorland. Der Fluss Gave de Pau bildet teilweise die südwestliche Grenze, sein Zufluss Laulouze durchquert das Gemeindegebiet. Umgeben wird Artix von den Nachbargemeinden Serres-Sainte-Marie im Norden und Nordosten, Labastide-Monréjeau im Osten und Südosten, Bésingrand und Pardies im Süden, Os-Marsillon im Westen und Südwesten sowie Lacq im Westen und Nordwesten.
Durch die Gemeinde führen die Autoroute A64 und die frühere Route nationale 117 (heutige D817).

## Bevölkerung
| Jahr      | 1793 | 1836 | 1846 | 1872 | 1901 | 1936 | 1954 | 1962  | 1968  | 1975  | 1982  | 1990  | 1999  | 2006  | 2011  |
| --------- | ---- | ---- | ---- | ---- | ---- | ---- | ---- | ----- | ----- | ----- | ----- | ----- | ----- | ----- | ----- |
| Einwohner | 582  | 656  | 733  | 718  | 742  | 790  | 800  | 2.207 | 2.932 | 3.161 | 3.332 | 3.038 | 3.122 | 3.153 | 3.529 |

## Sehenswürdigkeiten

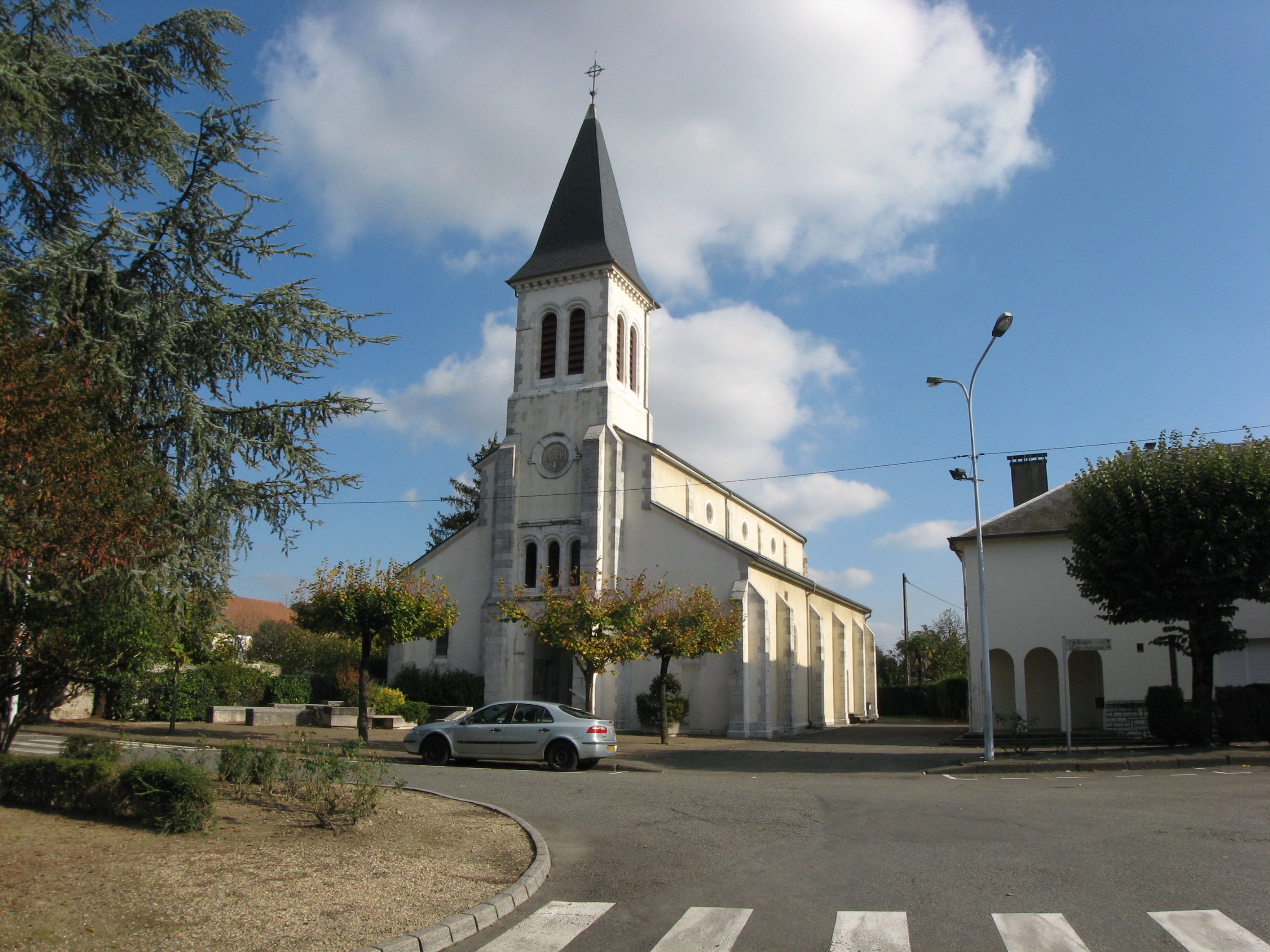
Kirche Saint-Pierre

- Kirche Saint-Pierre, erbaut am Ende des 19. Jahrhunderts, Monument historique

## Gemeindepartnerschaften
Mit der spanischen Gemeinde Sacedón in der Provinz Guadalajara (Kastilien-La Mancha) seit 1992 und mit der Gemeinde Song-Naba in Burkina Faso seit 1995 bestehen Partnerschaften.